# Подземна кукумавка
Подземна кукумавка или ћук јамар (лат. Athene cunicularia) мала је, дугонога сова која живи на подручју Северне и Јужне Америке. Живи на травњацима, пашњацима, пољопривредним површинама или било ком другом отвореном сувом месту са ниским растињем. Гнезди се у рупама у земљи, попут оних које прави преријски пас. За разлику од осталих сова, подземна кукумавка је активна и дању, иако се труди да избегава поподневну врућину. Међутим, као и остале сове, и она најчешће лови од сумрака до свитања, када може лако да улови плен захваљујући свом виду и слуху. С обзиром на то да живи на травнатом подручју а не у шумама, подземна кукумавка је развила дуге ноге, што јој омогућава да трчи док лови свој плен.

## Опис
Подземна кукумавка има светле очи, док кљун може бити тамножуте или зелене боје, у зависности од подврсте. Нема ушно перје, а фацијални диск је раван. Има изражене беле обрве и бело перје на бради, које проширује и показује у одређеним ситуацијама — на пример, док љуља главу када је узнемирена.
Одрасле јединке имају браон главу и крила са белим мрљама. Груди и стомак су бели са разним браон мрљама и пругама, такође у зависности од врсте. Младунци су сличног изгледа, само немају беле мрље на горњем и браон мрље на доњем делу тела. Младунцима је један део крила са горње стране огољен, без перја, а груди су им пре благо обојене него беле. Подземне кукумавке свих узраста имају дуге сивкасте ноге, дуже неко код осталих сова.
Мужјаци и женке су сличне величине и изгледа и код ове врсте се не јавља изражен полни диморфизам. Женке су обично теже, али мужјаци већином имају дужа крила, реп и сл. Одрасли мужјаци су углавном светлији од женки, тако да њихово перје изгледа као да је „избледело од сунца”. Подземна кукумавка је висока 19—28 cm, с распоном крила од 50,8 до 61 cm. Тешке су 140 до 240 грама. Поређења ради, ова кукумавка је мало већа од црвеногрудог коса.
- Младунац
- , одрасла јединка, Флорида
- Пет подземних кукумавки

## Систематика
Подземну кукумавку понекад сврставају у монотипски род Speotyto, што се објашњава различитом морфологијом и кариотипом у односу на остале припаднике рода. С друге стране, подаци секвенцирања ДНК сугеришу да је подземна кукумавка у ствари припадник рода Athene, тако да је данас — на основу већинског мишљења — смештена у тај род.
До сада је описан знатан број подврста које се незнатно разликују по изгледу, али њихова номенклатура још није потврђена. Већина подврста нађена је у Андима или Антилима или близу њих. Иако различите једне од других, веза између подврста са Флориде са карипским птицама још увек није сасвим јасна.

- — низије јужне Боливије и јужног Бразила, јужно до Огњене земље; вероватно укључује и подврсту
- — централни и источни Бразил
- — јужна Канада, преко великих равница на југу, све до Средње Америке
- — Флорида и Бахаме
- — острва Гваделуп и Мари-Галант; изумрла (око 1890)
- — острва Антигва, Сент Китс и Невис; изумрла (око 1905)
- — Хиспаниола, острва Гонаве и Беата
- — острво Санта Роса, архипелаг Ревиљахихедо
- — југозападни Перу; вероватно укључује и подврсту
- — острво Маргарита; вероватно укључује и подврсту
- — западна Колумбија; вероватно укључује и подврсту
- — Анди, од централног Перуа до северозападне Аргентине; вероватно укључује и подврсту
- — Боливијски плато, простор око границе Перуа и Еквадора; тешко ју је разликовати од подврсте
- — Аруба
- — западни Перу; тешко ју је разликовати од подврсте
- — јужна Гвајана и регион Рораиме
- — источна Колумбија; тешко ју је разликовати од подврсте
- — западни Еквадор
- — боливијски алтиплано
- — северозападна Венецуела; тешко ју је разликовати од подврсте
- — Коријентес, Аргентина; вероватно се не разликује од подврсте
- — Куба и Острво Младости

Праисторијски фосили сличних врста откривени су на многим карипским острвима (Барбуда, Кајманска Острва, Јамајка, Мона, Порторико). Ове врсте су изумрле крајем плеистоцена, углавном због еколошких промена и варирања висине нивоа мора на крају леденог доба, пре почетка утицаја људске активности. Ови фосили се разликују по величини од данашњих подземних кукумавки, а њихова веза са данашњим таксоном још увек није решена.
- Северна подземна кукумавка (A. c. hypugaea)
- Подземна кукумавка са Флориде (A. c. floridana); Флорида (САД)
- Вероватно бразилска подземна кукумавка (A. c. grallaria); Сао Пауло, Бразил)
- Јужна подземна кукумавка (A. c. cunicularia); Уругвај
- Подземна кукумавка у заточеништву; Уједињено Краљевство

## Распрострањеност и екологија
Пре европске колонизације, подземне кукумавке су вероватно насељавале све просторе Новог света, али су отад у Северној Америци доживеле ограничења у распрострањености. У последње време, у Јужној Америци оне су почеле да проширују свој ареал захваљујући дефорестацији. Западна подземна кукумавка (A. c. hypugaea) најчешћа је на подручју Комерс Ситија и у још неколико округа у Колораду, а њена популација веома је угрожена.
Подземне кукумавке насељавају подручје од јужних делова западних канадских провинција, јужни Мексико, па све до западних делова Јужне Америке. Такође живе и на Флориди, као и на многим карипским острвима. У Јужној Америци су раштркане на северозападу у Андима, али су широко распрострањене од јужног Бразила до Патагоније и Огњене земље. Подземне кукумавке су птице станарице у већем делу свог ареала. Птице које се гнезде у Канади и северном делу САД углавном се селе до јужног Мексика и јужних делова САД током зимских месеци.
Ова врста у дивљини живи око 9 година, док у заточеништву може живети и више од 10 година. Често се догађа да моторизована возила убијају птице на путевима, а имају и много природних непријатеља, укључујући јазавце, којоте и змије. Такође их убијају и домаћи и дивљи пси и мачке. Две студије у Колумбији утврдиле су да ове птице немају никакве крвне паразите.
Подземна кукумавка често се гнезди у рупама које копају копнене веверице, које такође користе и звечарке. Када су сове уплашене, повлаче се у рупе и производе звукове шиштања и звечања попут оних које производе звечарке. Ово понашање указује на то да сове, служећи се овом стратегијом, успевају да се одбране од својих непријатеља који су упознати са опасношћу од звечарке.
Ова птица има већу толеранцију на угљен-диоксид у односу на остале птице, што представља један вид адаптације животиња које живе углавном под земљом, где овај гас може да се акумулира у већим количинама неголи изнад земље.

## Исхрана
Док лови, подземна кукумавка стоји и чека свој плен. Затим, када га уочи, стропошта се у лету на њега, а ако су инсекти или птице у питању — хвата их у лету. Понекад јури свој плен трчећи по земљи. Исхрана јој је веома разноврсна; храни се бескичмењацима и малим кичмењацима, који чине једну односно две трећине исхране. Углавном једе велике инсекте и мање глодаре. Иако често живи поред копнених веверица, оне се ретко налазе јеловнику подземне кукумавке.
Кад су глодари у питању, храни се оном врстом која је најзаступљенија на датом подручју, као што је случај са врстом Calomys tener у јужном Бразилу. Што се тиче водоземаца, мали гуштери попут врсте Hemidactylus mabouia и жабе најчешћа су храна подземних кукумавки. Генерално, када су кичмењаци у питању, плен који ова сова лови обично није тежи од неколико грама. Највећи плен су јој птице, као што је врста голуба Zenaida auriculata који може да тежи исто колико и подземна кукумавка. Када хране нема у близини, одрасла кукумавка може уловити друге младе сове како би се њима хранила или како би нахранила своје младунце.
Што се бескичмењака тиче, нису много пробирљиве. Нарочито се хране термитима, поготово оним из породице Termitidae и правокрилцима, и то зрикавцима. Врсте Bothynus и Dichotomius anaglypticus из реда тврдокрилаца су из неког разлога чешће на јеловнику подземне кукумавке у односу на остале припаднике тог реда. Слично тако, примећено је да ове сове међу скорпијама најчешће једу оне из породице Bothriuridae, међу пауцима оне из породице Lycosidae и међу диплоподама извесне Diplocheta. Мали трчуљци се једу у великим количинама, док су они већи мање популарни код кукумавки, вероватно због већег отпора који могу да пруже веће врсте. Подземне кукумавке су познате и по томе што остављају фекалије великих биљоједа око своје подземне рупе како би привукле балегаре, који такође представљају значајан извор хране за ову птицу.
За разлику од осталих сова, подземне кукумавке једу и плодове и семе, посебно плод врсте Cylindropuntia leptocaulis, као и кактуса Opuntia и Cylindropuntia. На острву Санта Роса, где готово да нема сисара које могу да лове, оне се углавном хране цврчцима и кактусима, али и посебном врстом царића који је ендемичан и јавља се само на том острву. Такође се повремено хране и голубом жалопојцем.
Подземне кукумавке често одлажу вишак своје хране у рупу, како би се осигурале од несташице током периода мањкања хране или током лежања на јајима. Истраживањем једне подземне рупе у Саскачевану, 1997. године нађено је преко 200 глодара.

## Размножавање
Сезона парења почиње крајем марта или почетком априла. Ове птице обично имају само једног партнера, мада се повремено дешава да се мужјак пари са две женке. Подземне кукумавке се понекад гнезде у колонијама. Типично станиште за размножавање су им ливаде или прерије, али се могу прилагодити и другим отвореним пространствима, попут аеродрома, голфских терена или њива. Овим птицама не смета присуство човека, па се често гнезде поред путева, фарми, кућа, а редовно заузимају и канале за наводњавање.
Гнезде се у подземним рупама, па отуда и њихово име. Ако не постоји рупа а терен није тврд или каменит, оне могу саме да ископају рупу. Такође се гнезде и у вештачким, плитким, подземним структурама које имају лак приступ површини.
Током сезоне парења, оне сакупљају разне материјале и доносе у своје гнездо, а неке од њих исте остављају испред своје рупе, чиме вероватно означавају да је рупа заузета. То могу бити и затварачи, метална фолија, опушци, отпаци папира и слично. Најчешћи материјал је измет сисара, обично од стоке. Некада се мислило да мирис измета помаже да се прикрије мирис младунаца, али истраживачи сада верују да измет помаже у одржању микроклиме око рупе и да привлачи инсекте којима се ове птице хране.
Женка носи по једно јаје на свака два дана док не заврши, тако да може да снесе 4 до 12 јаја (обично 9). Она ће затим лежати на јајима три или четири недеље, док ће јој мужјак доносити храну. Када се птићи излегну, хране их оба родитеља. Четири недеље након тога, птићи могу да лете на кратко и почињу да напуштају рупу. Родитељи и даље настављају да хране младе, и то месец дана, или чак три месеца. Иако се већина јаја излегне, само четири или пет младунаца преживи дотле да напусти гнездо.
Стопа верности варира од популације до популације. На неким местима, сове ће користити поново исто гнездо неколико следећих година, док врсте које живе северније и које се селе, ређе се враћају у исто гнездо следеће године. Такође, као и код многих других птица, женке сове чешће напуштају гнездо и одлази другде, него што је то случај са мужјацима.

## Статус и конзервација
Подземна кукумавка је угрожена у Канади и у Мексику, а на Флориди и у већем делу западне Америке је врста од посебног значаја. Једна је од угрожених врста и у Колораду. Честа је и веома распрострањена врста у неотропским земљама, где често насељавају и поља и паркове у градовима. У регионима који се граниче са амазонском кишном шумом се у последње време доста шире захваљујући процесу дефорестације. Због тога су на  листи наведене као последња брига. Подземне кукумавке су заштићене у складу са законом о птицама селицама у Канади, САД и Мексику.
Главни разлог смањења популације ове врсте у Северној Америци су програми заштите за преријске псе који представљају њиховог највећег непријатеља, а поред тога и губитак станишта. Подземне кукумавке често насељавају подручја која су људске творевине, попут аеродрома, голф терена или пашњака, а познато је да користе и вештачке творевине за своја гнезда попут пластичних цеви. Генетичка анализа две северноамеричке подврсте указује на то да немогућност гнежђења није нешто што је проблем у популацијама ове врсте.
На просторима у којима присуство ових птица долази у сукоб с њиховим развојним интересима, примећена је техника пасивног пресељавања, која је успешнија од самог хватања птица и њиховог транспорта на нову локацију (ово може бити стресно за птице и често долази до неуспеха). Наиме, птице се делимично присиљавају, а делимично се маме да се крећу по својој вољи. Припреме за то треба да почну пар месеци пре очекиваног поремећаја, и то посматрањем колоније сова, посебно њиховог кретања и преферирања локације. Након избора локације која је у близини и која ће одговарати птицама, ова нова локација се унапређује додавањем рупа и свега осталог што је потребно овим птицама. Једном када се сове буду навикле на промене и нову локацију - ако је могуће, то треба бити на почетку пролећа, пре почетка сезоне парења - попуњавају се или уништавају њихове старе рупе како би се спречио повратак на стару локацију. Једноставан дизајн замке с вратима на једној страни који се поставља на рупи показао се веома успешним за овакве потребе. Ако је све било добро припремљено, сове ће се преселити на нову локацију највише за неколико ноћи. Потребно је да буду надгледане неколико наредних месеци или док се не заврши људска опасност у близини.

## У популарној култури

### Фикција
- Роман за децу под називом Совин хук аутора Карла Хајасена (2002) говори о групи деце која покушавају да спрече изградњу палачинкарнице чија ће градња уништити станиште подземних кукумавки у једном малом граду на Флориди.[22] У филмској адаптацији овог романа у New Line Cinema и Walden Media movie појавиле су се живе подземне кукумавке.
- Подземна кукумавка по имену Војник појављује се у серији књига  аутора Кетрин Ласки. Птица тумачи главни лик у књигама. Постоји још неколико мање истакнутих подземних кукумавки у књигама. Војник је такође екранизован у филму из 2010. године, који је базиран на серији књига.
- У филму Ранго из 2011. године група подземних кукумавки приказана је као оркестар маријача.
- Ова птица се појављује и у кратком анимираном филму Boundin' како скаче горе-доле из своје рупе.
- Подземна кукумавка по имену Мадам Муншајн појављује се у серији књига  аутора Џона Ериксона. Мадам Муншајн је описана као мала сова вештица која живи у пећини са својим заштитником, змијом Тимотијем, и помаже Хенку око неких његових проблема.

### Спорт
- Подземна кукумавка је званична маскота међуколегијалних атлетских тимова Универзитета Флорида Атлантик, као и кампуса националног друштва „Одубон” означеног као уточиште за подземне кукумавке.[23]

### Музика
- Певач Дед Милкмен користио је подземне кукумавке за шале у својим текстовима, пре свега у песми Стјуарт.

## Имање „Подземна кукумавка”
„Подземна кукумавка” је назив имања канадског узгајивача винове лозе и произвођача вина. Удаљено је 15 km јужно од града Оливера, Британска Колумбија, а смештено је у долини Окаган, познатом винском региону у Канади. Имање је 1993. године основао Џими Вајс, програмер из Ванкувера, који је, у потрази за новим пословним идејама, купио запуштени виноград јужно од Оливера. Првобитни засади били су испуњени сортама шардоне, пино гри, мерло и каберне совињон. Имање је добило име по северној подземној кукумавки (A. c. hypugaea), угроженој врсти која живи на том подручју. Накнаде од дегустације вина у подруму имања донирају се локалном друштву за заштиту ове птице.